# Evans Series 3
Der Evans Series 3 ist ein Supersportwagen, der 1999 als Prototyp mit Straßenzulassung veröffentlicht wurde. Das Fahrzeug hat ein sehr flaches Design, welches von Dave Lynn entworfen wurde.

## Konstruktion
Das flache Design und die Tatsache, dass die Karosserie größtenteils aus Carbon besteht, machen ein Leergewicht von ca. 898 kg möglich. Der 3,8-l-V6-Kompressormotor der Automobilfirma Buick mit Hubraumerweiterung auf 4200 cm³ leistet 354 kW (475 PS) bei 5200/min und 664 Nm bei 4500/min.

## Fahrleistungen
- Beschleunigung 0–100 km/h: 3,5 s
- Beschleunigung 0–200 km/h: —
- Beschleunigung 0–300 km/h: —
- Höchstgeschwindigkeit: 325 km/h

## Kraftübertragung
Die Kraftübertragung erfolgt über ein manuelles Fünfgang-Getriebe auf die Hinterachse an der Autoreifen der Dimension 335/35 vorhanden sind. An der Vorderachse sitzen 235/45er Reifen.